# Юрмычский заказник
Юрмычский зоологический охотничий заказник имени А. В. Григорьева — государственный заказник площадью 19,4 тысячи гектаров в Пышминском городском районе, Ирбитском и Камышловском муниципальных образованиях Свердловской области.
Заказник организован 24 марта 1982 года для сохранения и повышения численности кабана и косули. К природному комплексу заказника относятся косули и кабан, а также лось, барсук, белка, глухарь, тетерев и др.